# Ivan G'Vera
Ivan G'Vera (* 1. April 1959 in Prag, Tschechoslowakei als Ivan Šplíchal) ist ein tschechisch-US-amerikanischer Schauspieler.

## Leben
G'Vera wurde am 1. April 1959 in Prag in der ehemaligen Tschechoslowakei als Ivan Šplíchal geboren. Im Alter von 18 Jahren siedelte er in die USA über. Erste Serienrollen erhielt er Ende der 1980er Jahre. 1990 hatte er eine Nebenrolle im Spielfilm Jagd auf Roter Oktober inne. 1990 wirkte er in einer Episode der Fernsehserie Zeit der Sehnsucht in der Rolle des Henri Von Leuschner mit. Ab dem Folgejahr bis 2021 spielte er in derselben Fernsehserie die Rolle des Ivan Marais in 643 Episoden. Ab den 1990er Jahren hatte er außerdem mehrere Spielfilmrollen. Von 1997 bis 2007 wirkte er in unregelmäßigen Abständen in der Fernsehserie Cetnické humoresky in der Rolle des McGregor mit. Nebenrollen hatte er in James Bond 007: Casino Royale, Terminator: Die Erlösung und Hepzibah – Sie holt dich im Schlaf inne. 2015 hatte er eine wiederkehrende Rolle in der Fernsehserie Legends inne. 2023 verkörperte er die Rolle des Vlad Litvin in sechs Episoden des Netflix Originals Völlig zerstört.

## Filmografie (Auswahl)
- 1987: Holland Festival (Fernsehserie)
- 1988: Hunter (Fernsehserie, Episode 5x08)
- 1989: Murphy Brown (Fernsehserie, Episode 1x16)
- 1989: Spacecop L.A. (Fernsehserie, Episode 1x08)
- 1990: Spionenbande (Family of Spies, Miniserie, 2 Episoden)
- 1990: Jagd auf Roter Oktober (The Hunt for Red October)
- 1990: Zeit der Sehnsucht (Days of Our Lives, Fernsehserie, Episode 1x6345)
- 1991–2021: Zeit der Sehnsucht (Days of Our Lives, Fernsehserie, 643 Episoden)
- 1991: Die U-Boot Academy (Going Under)
- 1992: Under Cover (Fernsehfilm)
- 1994: Winter Heat (Fernsehfilm)
- 1997–2007: Cetnické humoresky (Fernsehserie, 7 Episoden)
- 2002: Shadowplay (Kurzfilm)
- 2006: James Bond 007: Casino Royale (Casino Royale)
- 2008: Husband for Hire (Fernsehfilm)
- 2009: Terminator: Die Erlösung (Terminator Salvation: The Future Begins)
- 2010: Hepzibah – Sie holt dich im Schlaf (Fernsehfilm)
- 2010: The Exodus: Burnt by the Sun 2 (Utomlennye solntsem 2/Утомленные солнцем 2: Предстояние)
- 2010: Román pro muze
- 2011: Borgia (Fernsehserie, Episode 1x12)
- 2012: Die Königin und der Leibarzt (En kongelig affære)
- 2012: Cesty domú (Fernsehserie, Episode 1x142)
- 2013: Burning Bush – Die Helden von Prag (Hořící keř, Miniserie, 3 Episoden)
- 2013: Martin a Venuse
- 2013: Príbeh kmotra
- 2013: Force of Execution
- 2014: První republika (Fernsehserie, Episode 1x02)
- 2014: Tri bratri
- 2014: Crossing Lines (Fernsehserie, Episode 2x01)
- 2014: Transporter: Die Serie (Transporter: The Series, Fernsehserie, Episode 2x05)
- 2015: Pizza Boy (Fernsehserie)
- 2015: Kind 44 (Child 44)
- 2015: Místo zlocinu Plzen (Fernsehserie, Episode 1x03)
- 2015: Legends (Fernsehserie, 9 Episoden)
- 2016: Independence Day: Wiederkehr (Independence Day: Resurgence)
- 2018: HP: The Wolf – True Alpha (Kurzfilm)
- 2018: The Romanoffs (Fernsehserie, Episode 1x03)
- 2018: Zlatý podraz
- 2019: Brecht
- 2019: Die Schläfer (Bez vědomí, Miniserie, 6 Episoden)
- 2020: Freud (Fernsehserie, Episode 1x06)
- 2020: Schatten der Mörder – Shadowplay (Shadowplay, Fernsehserie, 7 Episoden)
- 2023: Völlig zerstört (Obliterated, Fernsehserie, 6 Episoden)